# Festék
A festékeket az építőiparban, a gépjárműgyártásban, az ipar számos területén alkalmazzák az anyagok színének, esztétikai jellemzőinek megváltoztatására.
Az építőiparban használt festékek olyan kötőanyagokat tartalmaznak, melyek nagy mértében ellenállnak a különféle szerves anyagoknak, víznek, az időjárás hatásainak.
A számos színben beszerezhető festékeket festéshez (falfelületek), mázoláshoz (fa és fém felületek) alkalmazzák. 
A festékek minősége az összetételüktől függ.  A bennük megtalálható anyagok kémiai hatással vannak egymásra, melyek meghatározzák a környezeti tényezőkkel együtt a festék élettartamát, a felület minőségét.
A festékek legelterjedtebb felviteli módjai a festendő felületre: mázolás, szórás, bemártás.

## A festékek alapanyagai
- Pigmentek, melyek a festék színét adják
- Kötőanyagok, melyek a pigmentek egymáshoz kötését, valamint a festendő felülethez való tapadást teszik lehetővé.
- Hígító anyagok, melyek a festék megfelelő sűrűségéről gondoskodnak.
- Speciális anyagok, amelyekkel megvalósíthatóak olyan igények, mint az UV védelem, a hő visszaverése, a penészgátlás.

A festékek legelterjedtebb felviteli módjai a festendő felületre: mázolás, szórás, bemártás.

## Festékek fajtái
- Beltéri faalapozó
- Kültéri fa alapozó
- Homlokzat festékek
- Beltéri festékek
- Univerzális festékek
- Vízzáró festés
- Vízbázisú falfesték
- Lélegző falfesték
- Falfixáló
- Impregnáló
- Mély alapozó
- Olajfesték
- Rozsdagátló
- Fémfesték